# كيبك القديمة العليا
كيبك القديمة العليا هو حي قديم في مدينة كيبك يقع في شرق تلة كيبك ويحتوي على المنطقة الداخلية لأسوار كيبك. يشكل مع كيبك القديمة الدنيا كيبك القديمة المصنف كملكية ثقافية بكيبك ويوجد منذ 1985 في لائحة مواقع التراث العالمي. إداريا ينتمي الحي إلى كيبك القديمة—الرأس الأبيض—التلة البرلمانية في دائرة كيبك المحافظة. يسمى أحيانا بالحي اللاتيني.

## التاريخ
كيبك القديمة العليا بالإضافة إلى كيبك القديمة الدنيا تشكل الجزء الأقدم في مدينة كيبك. اختار المكان صمويل شمبلن في 1620 ليؤسس قلعة سان لويس حيث كان يحلم بمستعمرة عسكرية وإدارية: كانت المرتفعات إستراتيجية في رأس ديامان. في حين كانت كيبك القديمة الدنيا مأهولة من قبل الصناع والتجار كانت كيبك القديمة العليا مسكنا للعساكر والمرظفين ورجال الدين.

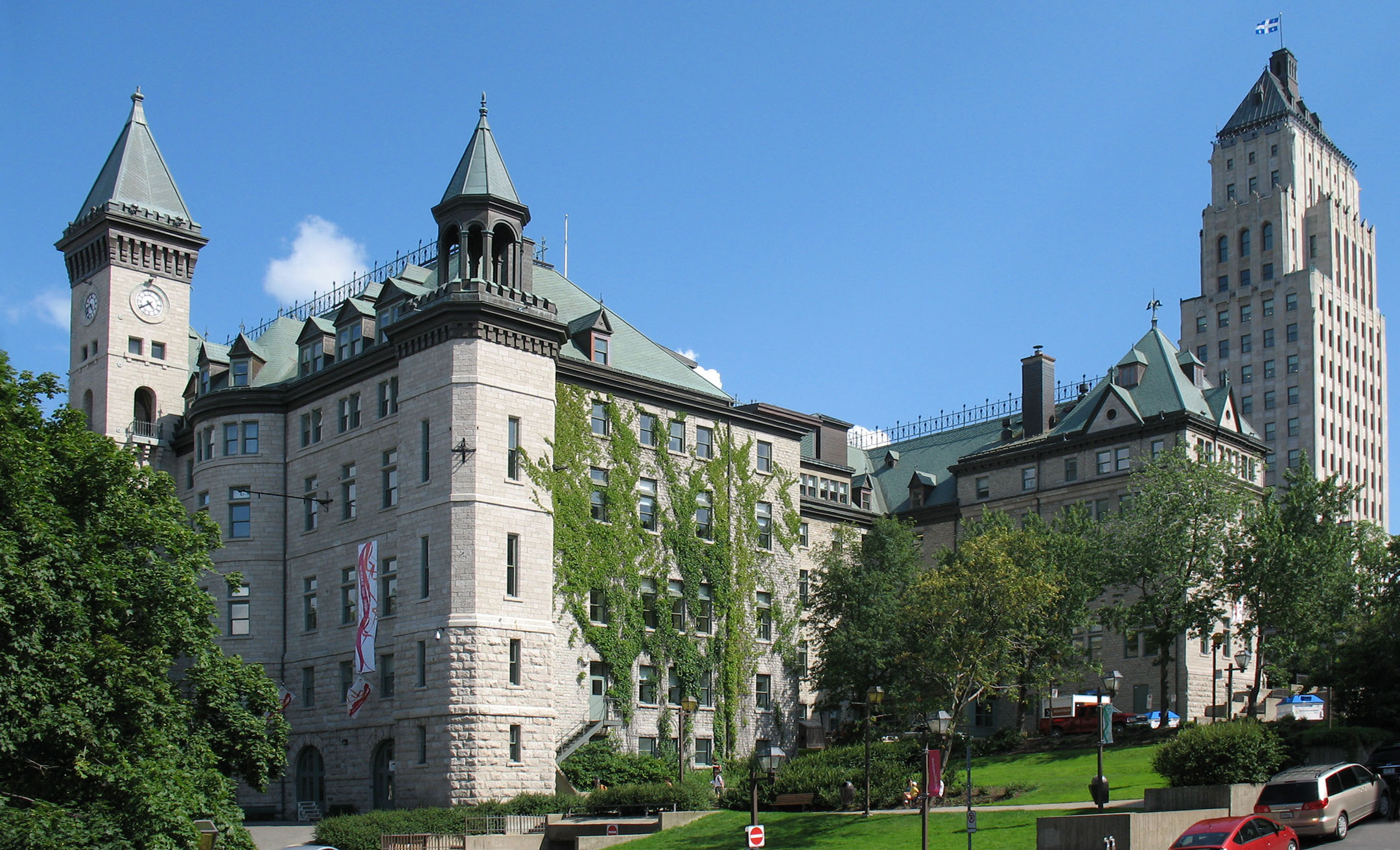
دار البلدية بكيبك

في بداية القرن 18 بدأت بناء المناطق السكنية الكبرى على الأراضي التي كانت في حوزة رجال الدين لتحقيق نمو ديموغرافي. لذا بدا نشاط تجاري يتطور في المدينة القديمة العليا. نتيجة دورها الدفاعي تم بناء الحصن. بدات الاشغال في القرن 17 تحت الحكم الفرنسي وتابع الإنجليز البناء في 1832 حين اتموا بناء قلعة كيبك.
الوجود العسكري القوي في هذا الحي حد من اتساعه. وأيضا في نهاية القرن 19 العديد ارادوا هدم الاسوار قائلين انها غير مفيدة ومعيقة للنمو الحضري. بعد أن تعرض الحي لبعض التدهور خلال الخمسينيات، عرف منذ السبعينات زخما جديدا.
الأسوار والقلعة ومنازل قرون مضت والأماكن والمواقع التاريخية والغنية هي تراث كيبك القديمة العليا. تركة الأجيال السابقة وجمال الأماكن جعلها مكانا فريدا. انها جزء من المنطقة التاريخية والكنوز التي تحملها أكسبها الاعتراف من قبل اليونسكو في عام 1985.
أغلب مباني الحي ترجع للقرن 19. البعض الآخر يعود إلى القرن 18 و 17. النكان يضم عدة شوارع تجارية كشارع سان جان (كيبك) وسان ان وشارع دي بود (كيبك). المرافق الإدارية تحتل منطقة متميزة في قلب الحي كالمجلس البلدي (كيبك) ومستشفى هوتيل ديو والاديرة. وبما ان كيبك القديمة تظهر من بين الامكنة الأكثر سياحية فانها تتوفر على عدة أماكن للإيواء كقصر فرونتناس الشهير.
كما أن العديد من الحدائق توجد في الحي. فيما بينها، حديقة المتنزه والمدفعية والمحافظين ومونت موسينري بارك وحدائق فندق دي فيل. المتجولون يمكنهم التمتع بساحة يوفيل (كيبك) وشرفة دوفيرن، اللتان تقدمان نظرة رائعة على نهر سانت لورانت.

## مباني ومواقع
- اسوار كيبك
- قصر فرونتناس
- مبنى برايس
- المجلس البلدي (كيبك)

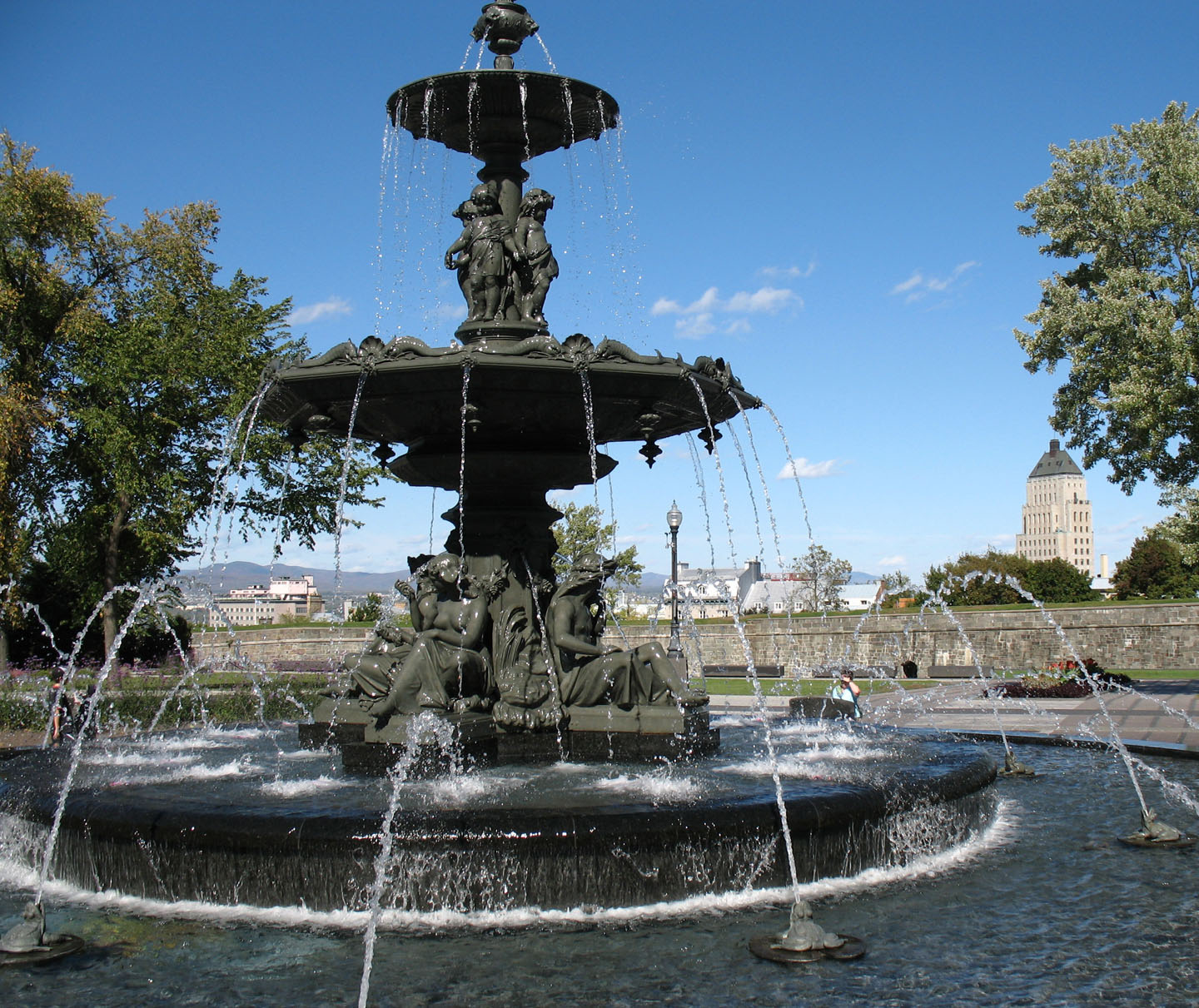
نافورة

- مستشفى هوتيل ديو (أقدم مستشفى في أمريكا الشمالية)

## المسارح والمتاحف وصالات العرض
- متحف أمريكا الفرنسية
- متحف دير اغسطينوس المستشفى العام في كيبك
- متحف كنيسة كاتدرائية نوتردام دي كيبيك
- مركز تفسير الحياة الحضرية في مدينة كيبك نسخة محفوظة 11 مارس 2013 على موقع واي باك مشين.
- دو فوبورج 150 غرفة، والموسيقى الناشئة كيبيك
- مسرح الكونسرفتوار دو كيبك
- مسرح المناقير الكبيرة
- قصر مونت كالم
- مسرح كابيتول

## معرض صور

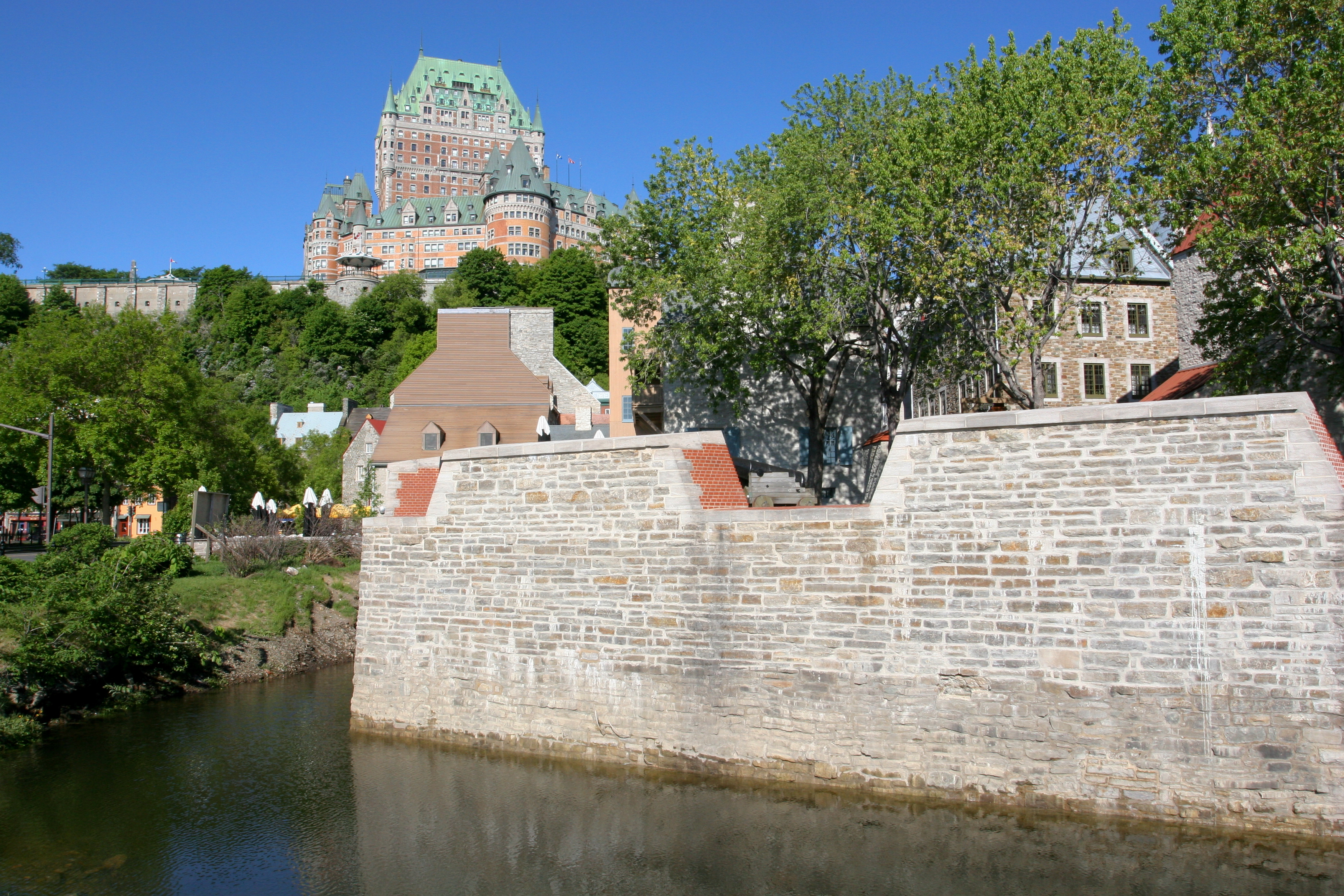
أسوار مدينة تاريخية في كيبيك القديمة
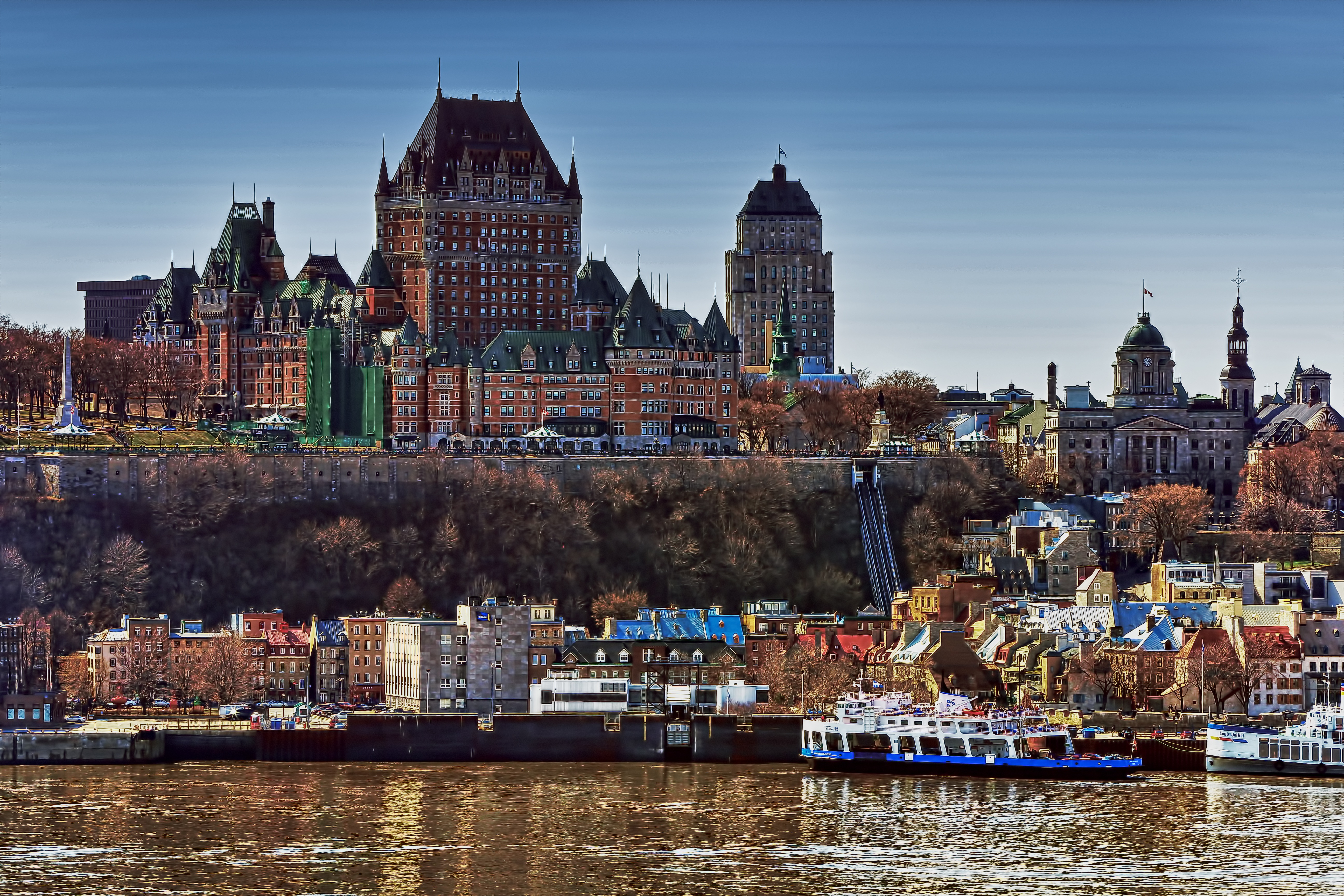
قلعة فرونتناك مدينة كيبيك القديمة
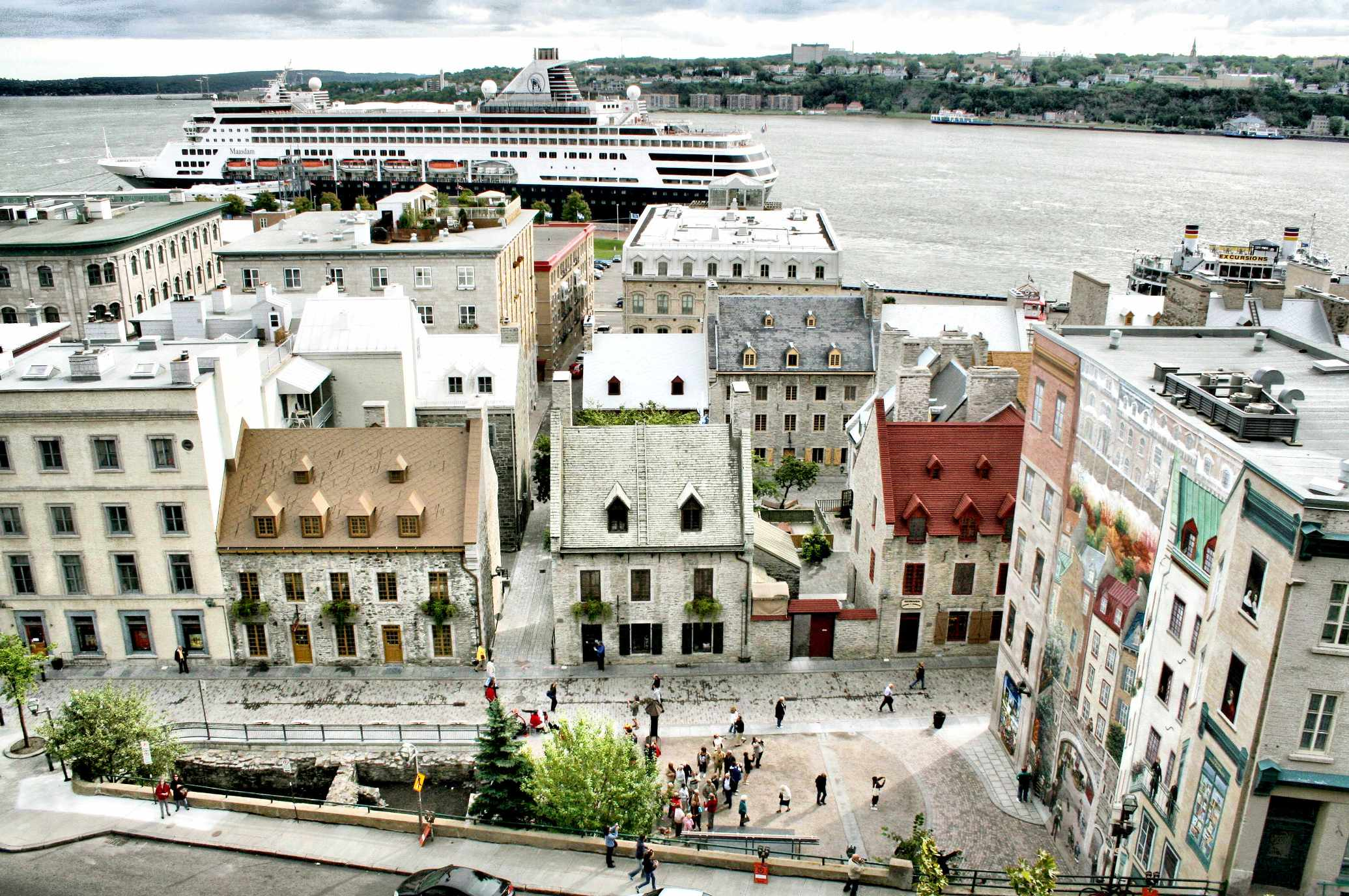
منطقة كيبيك التاريخية
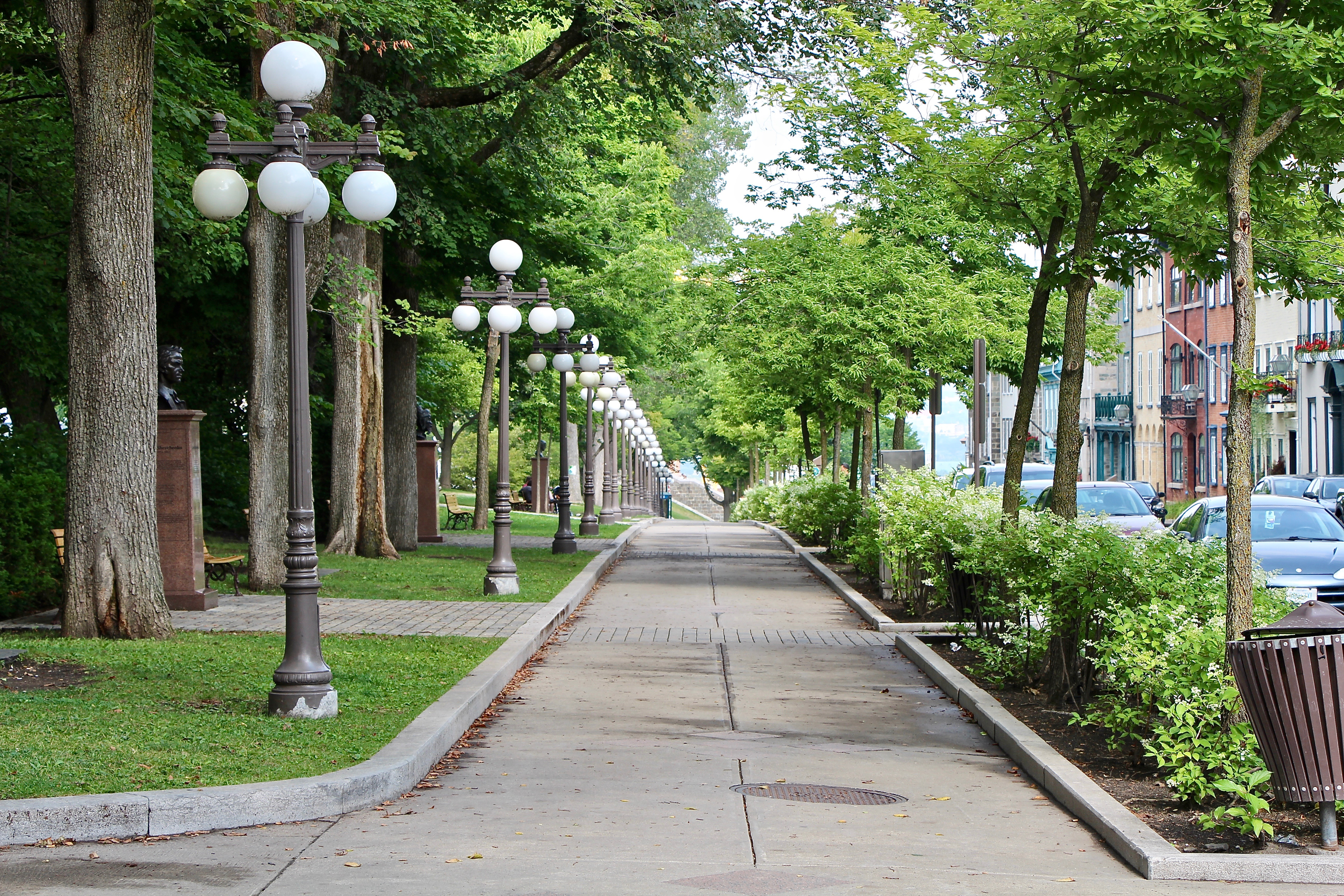
أنارة شوارع المدينة
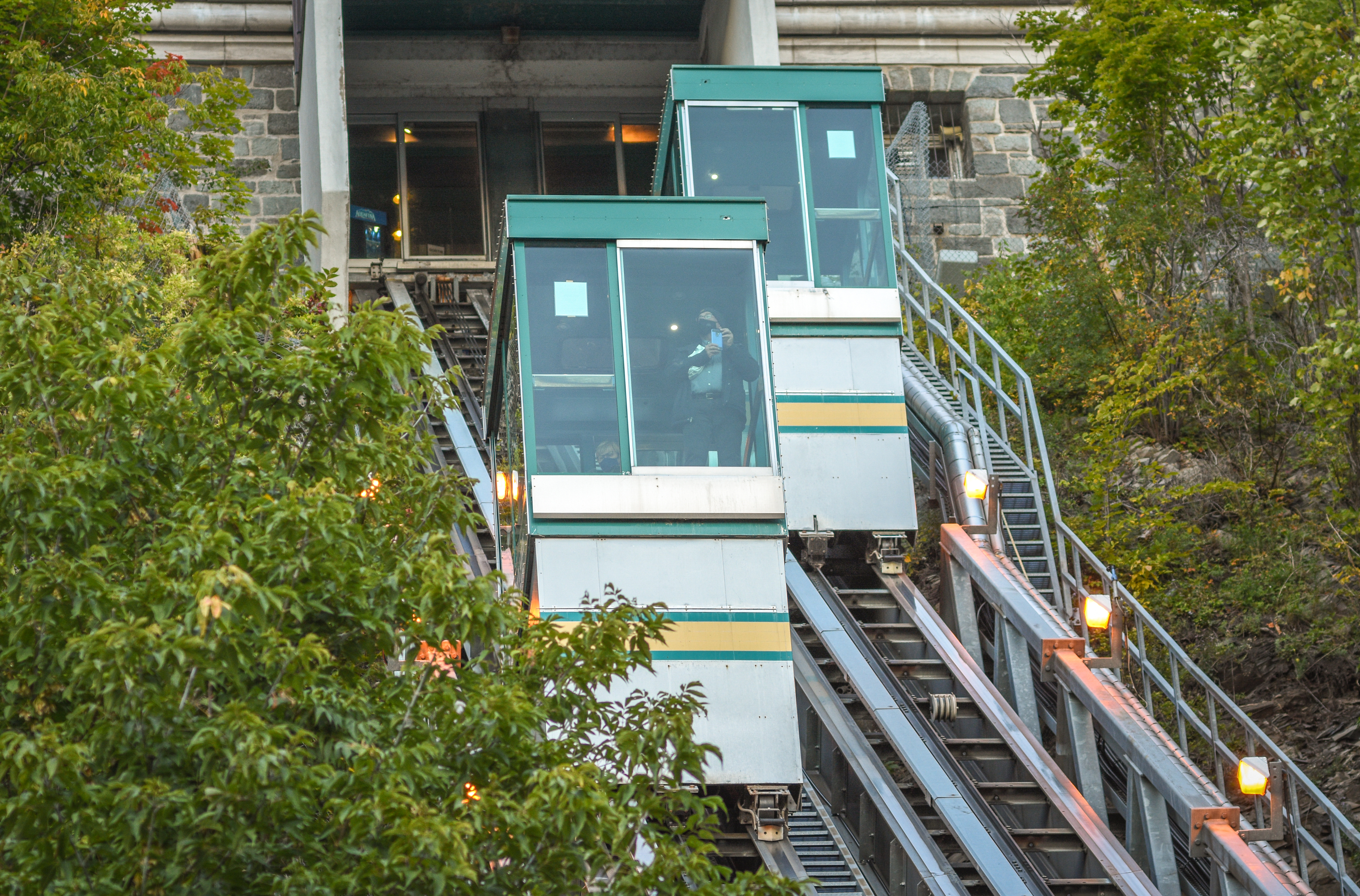
السكك الحديدية المعلقة القديمة في كيبيك
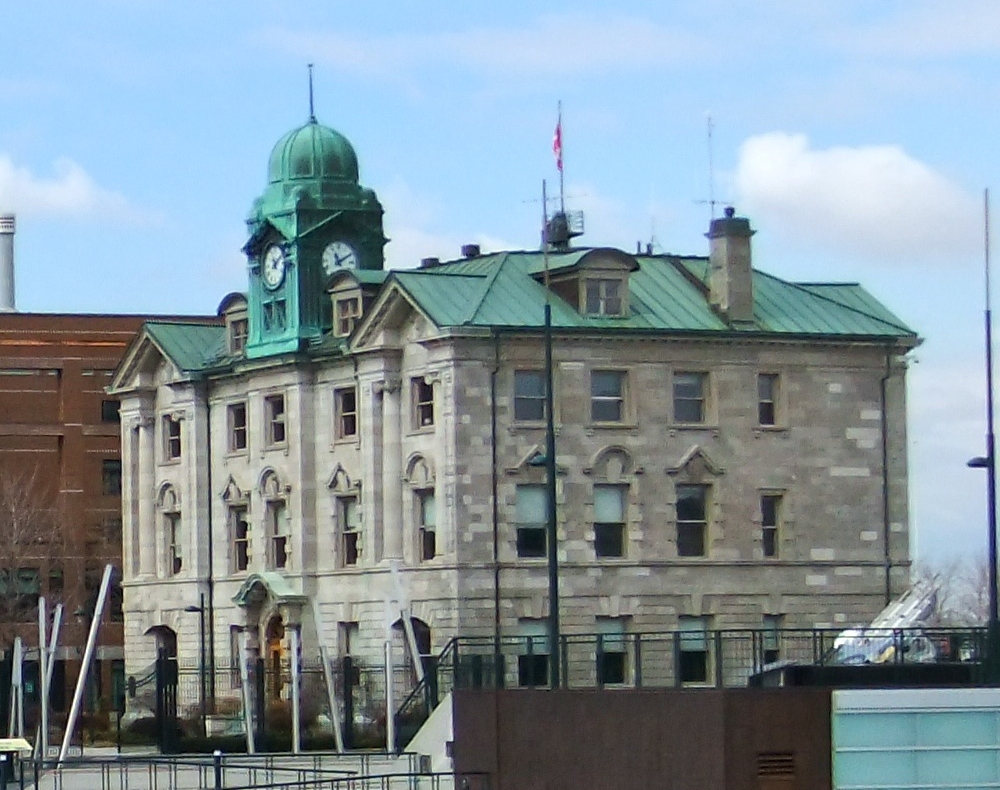
مبنى هيئة ميناء كيبيك
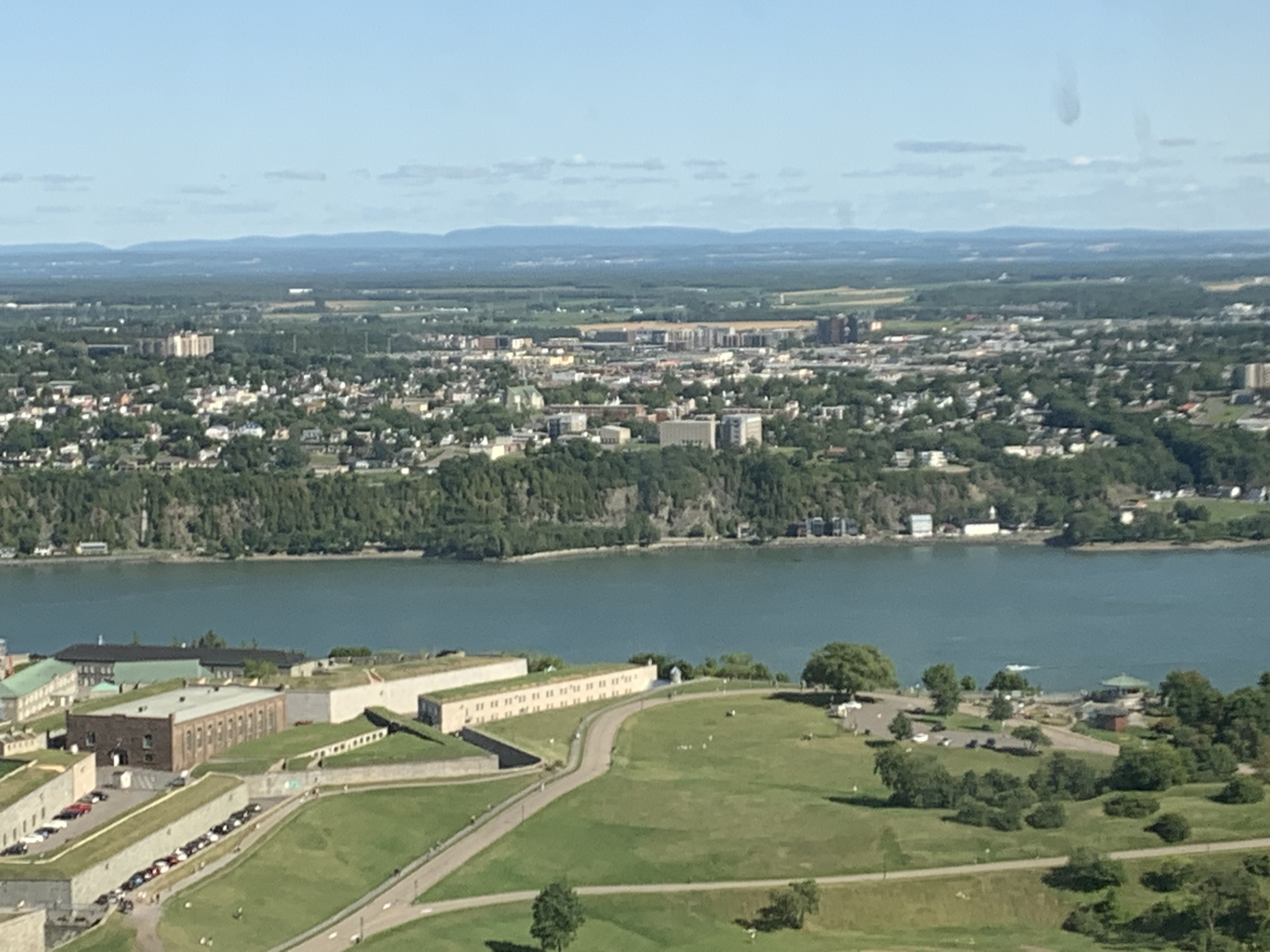
المدينة القديمة_كيبك